# Taenioides nigrimarginatus
Taenioides nigrimarginatus es una especie de pez de la familia de los Gobiidae en el orden de los Perciformes.

## Morfología
Los machos pueden llegar a alcanzar los 23 cm de longitud total.

## Alimentación
Come pequeños crustáceos y otros invertebrados

## Hábitat
Es un pez de clima tropical y demersal.

## Distribución geográfica
Se encuentran en Asia: la Península de Malaca y el delta del Mekong.

## Observaciones
Es inofensivo para los humanos. 